# Lianghekou (köpinghuvudort i Kina, Hubei Sheng, lat 30,87, long 110,57)
Lianghekou (kinesiska: 两河口, 两河口镇) är en köpinghuvudort i Kina. Den ligger i provinsen Hubei, i den centrala delen av landet, omkring 360 kilometer väster om provinshuvudstaden Wuhan. Antalet invånare är 23 649. Befolkningen består av 11 277 kvinnor och 12 372 män. Barn under 15 år utgör 9,0 %, vuxna 15-64 år 76 %, och äldre över 65 år 13,0 %.
Runt Lianghekou är det ganska tätbefolkat, med 166 invånare per kvadratkilometer. Närmaste större samhälle är Guojiaba, 15,6 km öster om Lianghekou. I omgivningarna runt Lianghekou växer i huvudsak blandskog.
Genomsnittlig årsnederbörd är 1 553 millimeter. Den regnigaste månaden är maj, med i genomsnitt 228 mm nederbörd, och den torraste är december, med 19 mm nederbörd.